# Hermann Erhard
Hermann Hesperus Erhard (* 15. Januar 1883 in Schwäbisch Gmünd; † 5. Januar 1968) war ein deutscher Unternehmer und Lokalpolitiker.

## Werdegang
Hermann Erhard besuchte das Realgymnasium in Schwäbisch Gmünd und studierte zunächst ab 1901 in Heidelberg Neuphilologie und Philosophie. Im Wintersemester 1902/03 trat Erhard in Heidelberg der Verbindung Karlsruhensia bei. Er wechselte im Herbst 1902 an die Ludwig-Maximilians-Universität München, wo er sich mit dem späteren Bundespräsidenten Theodor Heuss anfreundete. 1908 wurde er in München mit der Arbeit Die Psychologie als angebliche Grundlage von Geschichte und Sozialökonomik zum Dr. phil. promoviert. Anschließend ging er für ein Jahr nach Rom, wo er als Lehrer tätig war.
Er war von 1922 bis 1957 kaufmännischer Leiter und Direktor der Metallwarenfabrik Erhard & Söhne GmbH.
Erhard war in der Zeit der Weimarer Republik Mitglied der DDP. Von 1946 bis 1953 war er für die DVP Mitglied des Gemeinderats in Schwäbisch Gmünd.
Berufsständische Interessen vertrat er von 1949 bis 1958 als Vizepräsident der Industrie- und Handelskammer Stuttgart.

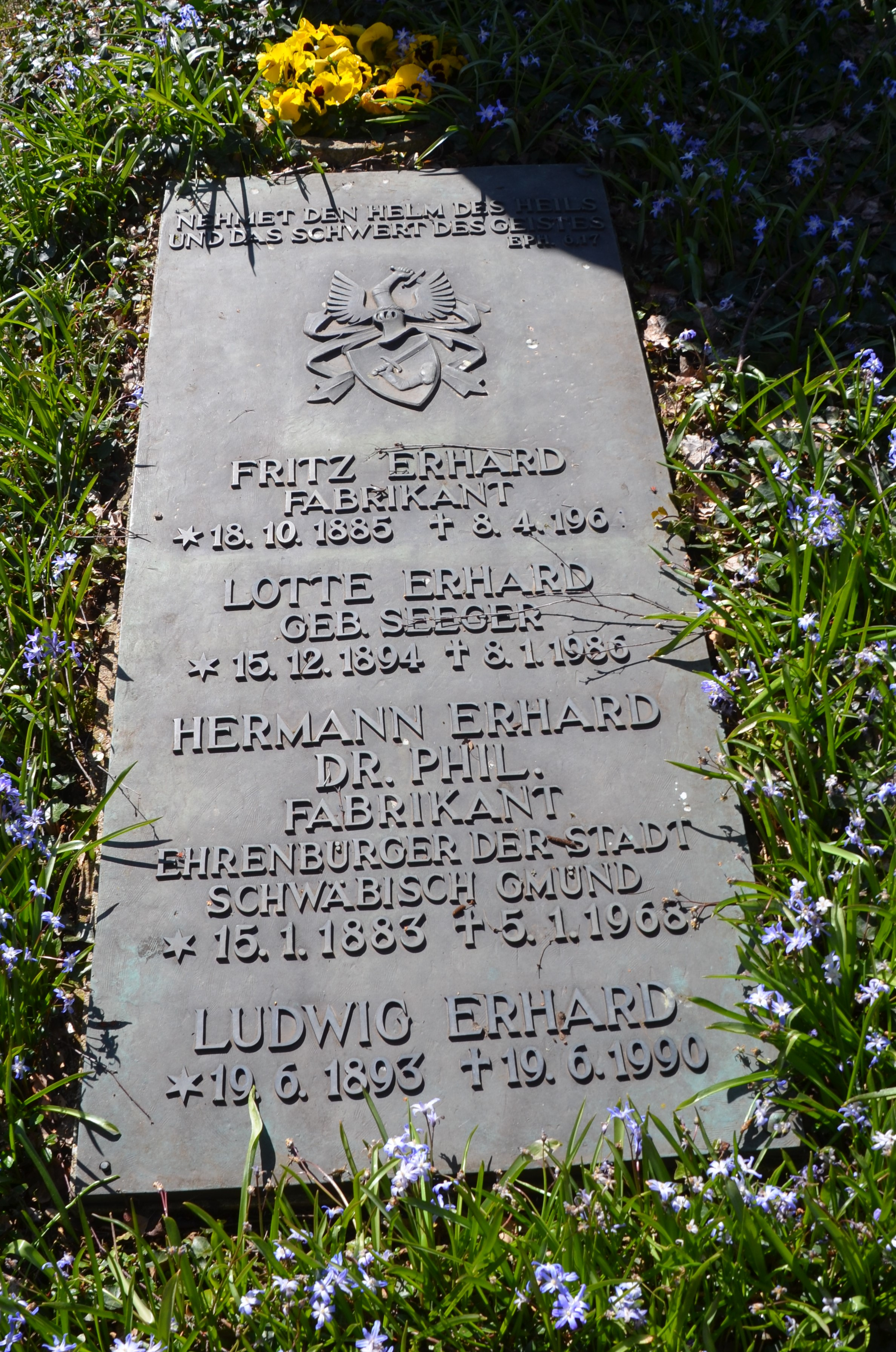
Grabplatte auf dem Familiengrab auf dem Gmünder Leonhardsfriedhof (2020)

Er wurde auf dem Gmünder Leonhardsfriedhof beigesetzt. Ein Teilnachlass ist im Stadtarchiv Schwäbisch Gmünd überliefert.

## Ehrungen
- 1952: Großes Verdienstkreuz der Bundesrepublik Deutschland
- 1952: Ehrenbürger der Stadt Schwäbisch Gmünd[3]

## Schriften
- Max Körners Werbegraphik. In: Gebrauchsgraphik, Jg. 1 (1924), S. 65–80 (Digitalisat).